# Samir Šarić
Samir Šarić (Blizanac, 27 maggio 1984) è un ex calciatore bosniaco, di ruolo attaccante.

## Carriera

### Club
Šarić iniziò la carriera con la maglia del Sarajevo e poi all'Umeå, in prestito. Nel 2007 passò al Løv-Ham, per cui debuttò in Adeccoligaen il 28 maggio, andando anche a segno nella vittoria per 4-0 sul Mandalskameratene.
Nel corso del 2008, fu acquistato dal Sandefjord. Esordì in squadra proprio contro il Løv-Ham, sostituendo Kari Arkivuo nel successo del suo nuovo club per 4-1, in data 24 agosto. Il 30 agosto realizzò il primo gol con la nuova maglia, nella vittoria per 3-1 in casa del Bryne. A fine anno, la squadra raggiunse la promozione.
Il 16 marzo 2009, allora, Šarić giocò il primo match nella Tippeligaen: scese in campo in luogo di Malick Mané nella vittoria per 3-1 sul Brann. Segnò la prima rete nella massima divisione norvegese il 13 aprile, nel pareggio per 1-1 contro il Molde.
Al termine del campionato 2010, il Sandefjord tornò in Adeccoligaen. Šarić restò però in squadra. Al termine del campionato seguente, si ritrovò svincolato.

## Palmarès

### Competizioni nazionali
- Coppa di Bosnia: 1

Sarajevo: 2004-2005